# Playlist (Salmo)
Playlist è il quinto album in studio del rapper italiano Salmo, pubblicato il 9 novembre 2018 dalla Sony Music.

## Promozione
L'album è stato annunciato nel mese di giugno 2018, mentre il singolo apripista, 90min è stato reso disponibile soltanto tre mesi più tardi.
A seguito di numerose mosse di marketing volte a promuovere il disco, Salmo si è esibito in Piazza Duomo a Milano il 28 ottobre 2018 cantando alcuni brani dell'album travestito da senzatetto. Il video di questa esibizione è stato reso disponibile in seguito tramite un codice QR situato nell'edizione fisica dell'album.
Il 30 ottobre 2018, esce sulla piattaforma Pornhub un video nel quale si vede una madre (interpretata da Vittoria Risi) cogliere in flagrante suo figlio nell'intento di masturbarsi ascoltando Playlist.
Nel periodo seguente all'album, Salmo ha pubblicato in esclusiva su Netflix il videoclip di Sparare alla Luna, brano inciso con Coez, mentre il 23 novembre è stato pubblicato il secondo singolo Il cielo nella stanza, in collaborazione con Nstasia. Il 15 marzo 2019 è stato estratto come singolo finale Cabriolet, realizzato con Sfera Ebbasta.

## Tracce
1. 90min – 3:52 (musica: Theron Feemster)
2. Stai zitto (feat. Fabri Fibra) – 3:23 (testo: Maurizio Pisciottu, Fabrizio Tarducci)
3. Ricchi e morti – 2:18 (musica: Maurizio Pisciottu, Davide Pavanello)
4. Dispovery Channel (feat. Nitro) – 3:24 (testo: Maurizio Pisciottu, Nicola Albera – musica: Stefano Tartaglini)
5. Cabriolet (feat. Sfera Ebbasta) – 3:06 (testo: Maurizio Pisciottu, Gionata Boschetti – musica: Maurizio Pisciottu, Paolo Alberto Monachetti)
6. Ho paura di uscire – 3:18
7. Sparare alla Luna (feat. Coez) – 3:32 (testo: Maurizio Pisciottu, Silvano Albanese – musica: Lorenzo Spinosa, Stefano Ceri, Marco Azara, Andrea Sologni, Stefano Bannò, Jacopo Volpe)
8. PxM – 3:05
9. Il cielo nella stanza (feat. Nstasia) – 3:06 (testo: Maurizio Pisciottu, Ashley Nastasia Griffin – musica: Maurizio Pisciottu, Pietro Milano, Marco Azara, Federico Vaccari)
10. Tiè – 1:31 (musica: Maurizio Pisciottu, Davide Pavanello)
11. Ora che fai? – 2:11 (musica: Maurizio Pisciottu, Daniele Mungai, Daniele Dezi)
12. Perdonami – 2:14 (musica: Davide Mattei)
13. Lunedì – 3:25 (musica: Maurizio Pisciottu, Daniele Mungai, Daniele Dezi, Jacopo Lazzarini)

## Formazione
Musicisti
- Salmo – voce (eccetto traccia 10), batteria (traccia 10)
- Jacopo Volpe – batteria (eccetto traccia 10)
- Fabri Fibra – voce aggiuntiva (traccia 2)
- Dade – basso (tracce 3 e 10)
- Nitro – voce aggiuntiva (traccia 4)
- Sfera Ebbasta – voce aggiuntiva (traccia 5)
- Marco Azara – chitarra (tracce 5, 7, 8 e 9)
- Coez – voce aggiuntiva (traccia 7)
- Nstasia – voce aggiuntiva (traccia 9)

Produzione
- Salmo – produzione (eccetto tracce 4, 7 e 12)
- Neff-U – produzione (traccia 1)
- Stabber – produzione (traccia 4)
- Charlie Charles – produzione (traccia 5)
- Ceri – produzione (traccia 7)
- Low Kidd – produzione (traccia 7)
- Anansi – produzione (traccia 7)
- Marco Azara – produzione (tracce 7 e 9)
- 2nd Roof – produzione (traccia 9)
- Frenetik & Orang3 – produzione (tracce 11 e 13)
- Tha Supreme – produzione (traccia 12)
- Lazza – produzione (traccia 13)
- Andrea Sologni – registrazione, missaggio, mastering, produzione (traccia 7)
- Simone Sproccati – registrazione
- Andrea Suriani – missaggio, mastering

## Successo commerciale
Grazie a Playlist Salmo ha battuto il record di ascolti giornalieri su Spotify per un album, detenuto precedentemente da Sfera Ebbasta con Rockstar. Tra i brani contenuti nell'album, Cabriolet (realizzato in collaborazione proprio con Sfera Ebbasta) è stato il più ascoltato nelle prime 24 ore, giungendo in 67ª posizione nella Global Chart della piattaforma. Salmo è anche il primo artista italiano ad entrare nella classifica con otto brani, record precedentemente detenuto da Sfera Ebbasta (sette brani).

## Classifiche

### Classifiche settimanali
| Classifica (2018) | Posizione massima |
| ----------------- | ----------------- |
| Italia            | 1                 |
| Svizzera          | 26                |

### Classifiche di fine anno
| Classifica (2018) | Posizione |
| ----------------- | --------- |
| Italia            | 4         |
| Classifica (2019) | Posizione |
| Italia            | 2         |
| Classifica (2020) | Posizione |
| Italia            | 16        |
| Classifica (2021) | Posizione |
| Italia            | 44        |
| Classifica (2022) | Posizione |
| Italia            | 57        |
| Classifica (2023) | Posizione |
| Italia            | 66        |